# Verkhni Torei
Verkhni Torei (en rus: Верхний Торей) és un poble de la República de Buriàtia, a Rússia, segons el cens del 2010 tenia 581 habitants.